# Manufaktura Piosenki Harcerskiej „Wartaki”

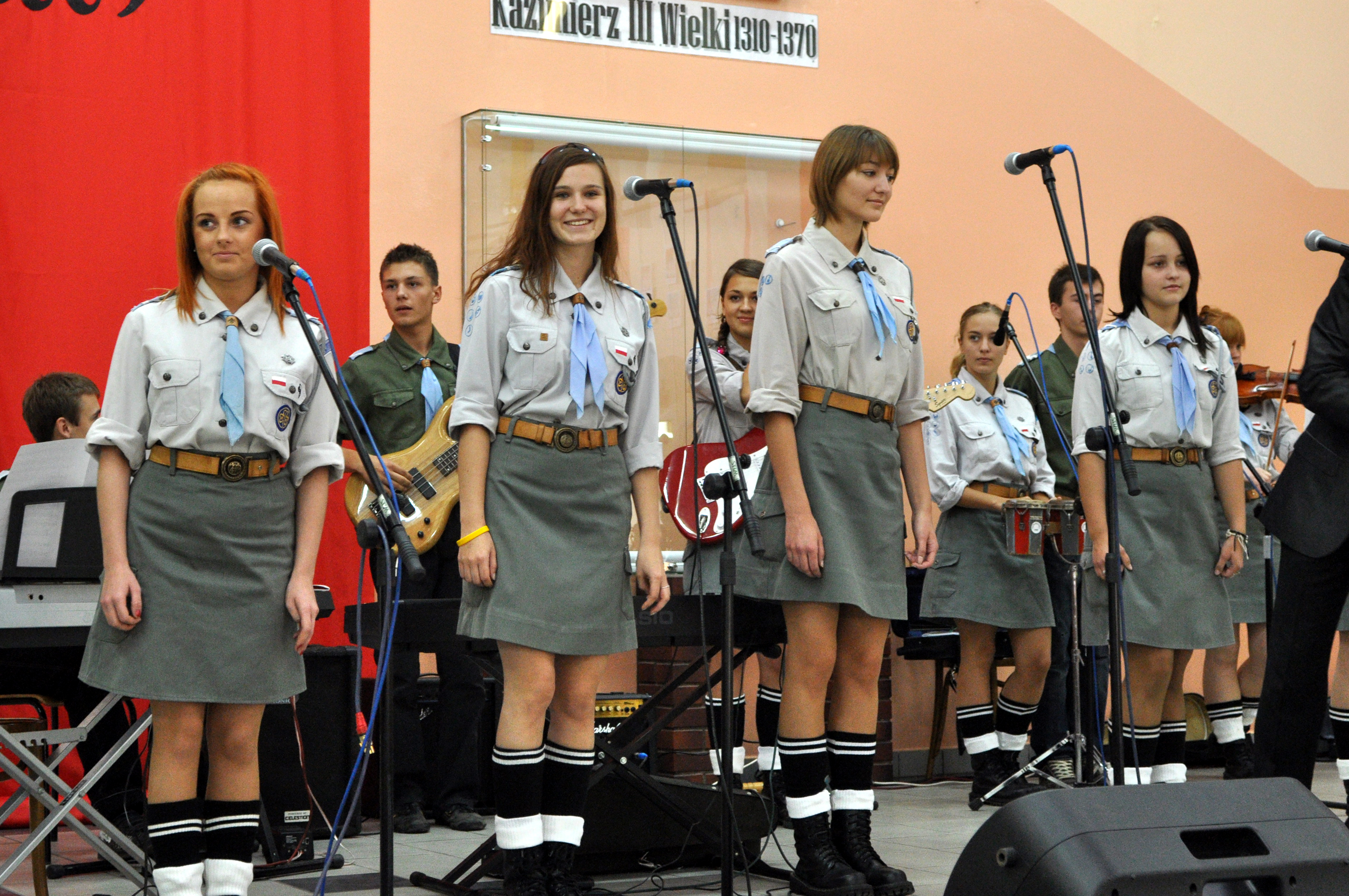
„Wartaki” podczas koncertu z okazji 130. lecia Liceum Ogólnokształcącego w Kole

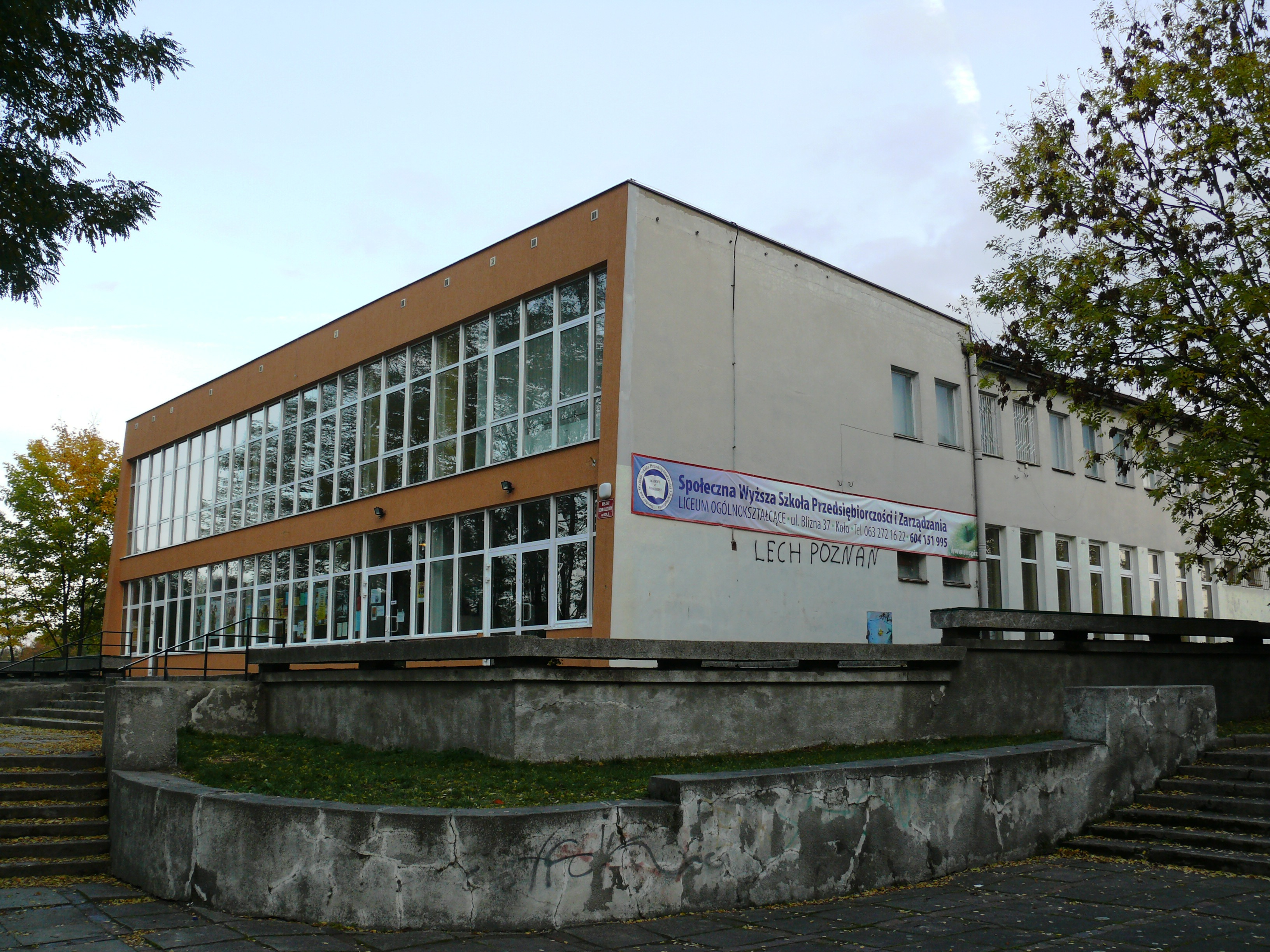
Miejski Dom Kultury w Kole – obecna siedziba „Wartaków”

Manufaktura Piosenki Harcerskiej „Wartaki” – harcerski zespół wokalno-instrumentalny, założony przez Henryka Perzyńskiego w 1973 w Kole, w ramach Hufca Związku Harcerstwa Polskiego. Nazwa zespołu pochodzi od rzeki Warty, która przepływa przez miasto. Od 1993 roku jest Zespołem Reprezentacyjnym Chorągwi Wielkopolskiej ZHP. 
Od 1973 roku przez zespół przewinęło się ponad 1000 osób. Obecnie (2017) „Wartaki” skupiają około 80 dzieci i młodzieży. Zajęcia muzyczne odbywają się w trzech grupach wiekowych. Od 2001 istnieje również samodzielne stowarzyszenie pod tą nazwą.

## Historia
Zespół powstał z inicjatywy Henryka Perzyńskiego w 1973 roku, na bazie działającego od 1969 roku przy Szkole Podstawowej nr 2 w Kole zespołu artystycznego. Od tego czasu jest on kierownikiem zespołu, jest także autorem większości tekstów piosenek oraz muzyki do nich. Początkowo zespół nosił nazwę „Recydywa”. 
W 1980 roku zespół został Reprezentacyjnym Zespołem Chorągwi Konińskiej ZHP.
W latach 1979–1994 zespół działał przy Spółdzielni Mieszkaniowej w Kole. Od 1994 roku siedzibą Manufaktury Piosenki Harcerskiej „Wartaki” jest Miejski Dom Kultury w Kole.
W 1996 „Wartaki” nagrały w Hellenic Records w Poznaniu, wydany na kasecie album pt. Śpiewanki znad Warty. Zespół uczestniczył w nagraniach wielu cyklów audycji telewizyjnych dla Telewizji Polskiej. W 2006 „Wartaki” nagrały płytę Płyniesz Rzeko we własnym, amatorskim studiu nagrań „W1 studio”. Dorobek muzyczny zespołu utrwalany był w postaci nagrań muzycznych, które powstawały na zapotrzebowanie spektakli, widowisk i innych koncertów, które nie były publikowane. W 2017 roku wydano albumy Na szlaku słońca i Ballada o Kole. W 2018 roku wydano album 45 - 45 autorskich piosenek Henryka Perzyńskiego na 45-lecie zespołu !, a w 2021 roku album X. W 2023 roku wydano album jubileuszowy 50 lat Wartaków.
Zespół ma w dorobku ponad 1500 koncertów w Polsce oraz poza jej granicami, m.in. w Czechach, Rosji, Bułgarii, Wielkiej Brytanii, Włoszech oraz na Węgrzech. Związany jest również z „Nadwarciańskim Grodem” w Załęczu Wielkim, gdzie organizowane były obozy letnie i zimowiska zespołu. Zespół współpracował m.in. z  teatrem Łejery oraz poetką Wandą Chotomską.
W 2008 roku Rada Wartakowska ustanowiła wyróżnienie „Przyjaciel Wartaków”. W 2015 roku zespół brał udział w akcji Betlejemskie Światło Pokoju, przekazując światło Andrzejowi Dudzie, Agacie Kornhauser-Dudzie i Beacie Szydło.

## Wyróżnienia dla zespołu
„Wartaki” są wielokrotnym laureatem największego ogólnopolskiego festiwalu dziecięco-młodzieżowego – Harcerskiego Festiwalu Kultury Młodzieży Szkolnej w Kielcach, gdzie wielokrotnie zdobyły najwyższe wyróżnienie „Złotą Jodłę” (ostatnia w 2015). Ponadto w 1998 i 2017 roku zdobyły „Grand Prix” festiwalu. 
W 1988 roku zespół został odznaczony Krzyżem „Za Zasługi dla ZHP”, a w 2008 roku zespół otrzymał odznakę honorową „Zasłużony dla Kultury Polskiej”. W 2023 roku zespół został odznaczony Brązowym Medalem „Zasłużony Kulturze Gloria Artis”.

## „Jesienne Śpiewanki nad Wartą”
Od 1989 roku Manufaktura Piosenki Harcerskiej „Wartaki” organizuje „Jesienne Śpiewanki nad Wartą”. Honorową nagrodą dla wykonawców podczas imprezy jest „Autentyczna Kolska Szprycha”.